# Rijnsburgersingel
De Rijnsburgersingel is een singel in het noorden van de binnenstad van de Nederlandse stad Leiden. 
De singel gaat in het westen (bij de Rijnsburgerbrug) over in de Morssingel en in het oosten (bij de Warmonderbrug) verder als de Maresingel. Nabij de Valkbrug bevindt zich molen De Valk.
De singel werd in 2021 gebruikt voor de opname van de muziekvideo van het nummer Ik ga zwemmen van Mart Hoogkamer.

## Fotogalerij

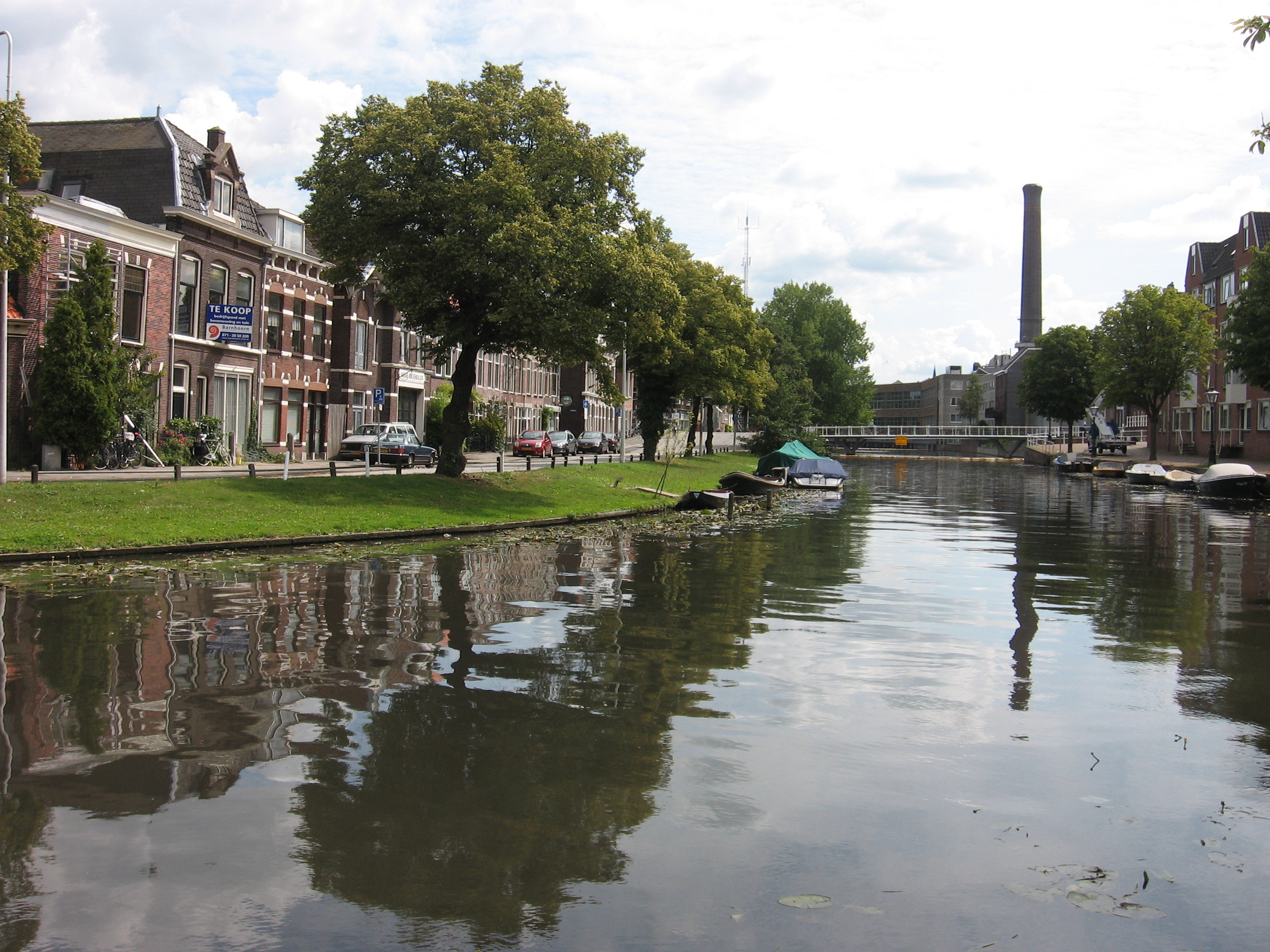
Rijnsburgersingel richting het oosten
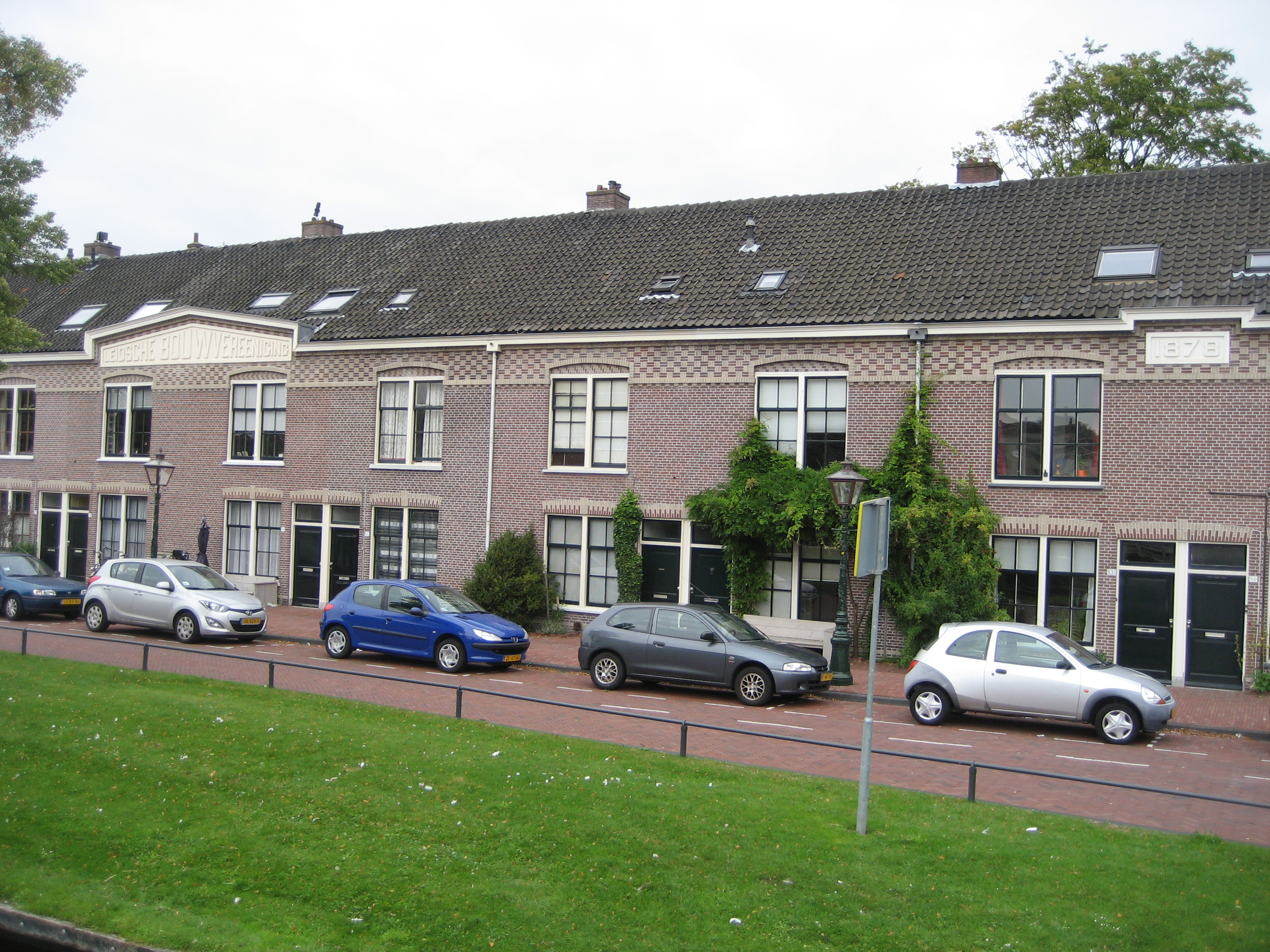
Rijnsburgersingel (architect W.C. Mulder, 1878)
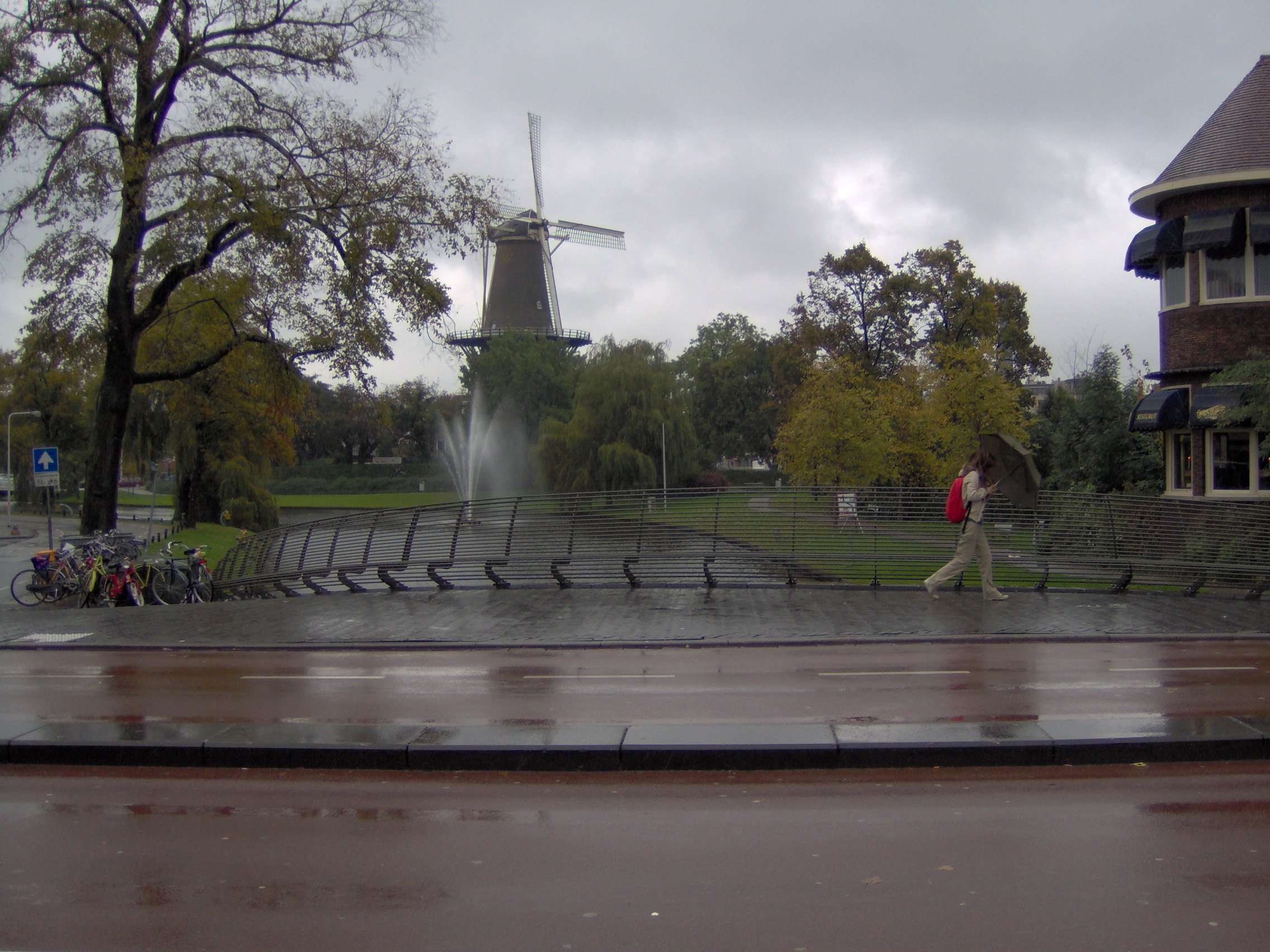
Rijnsburgersingel met Molen de Valk

### Bruggen

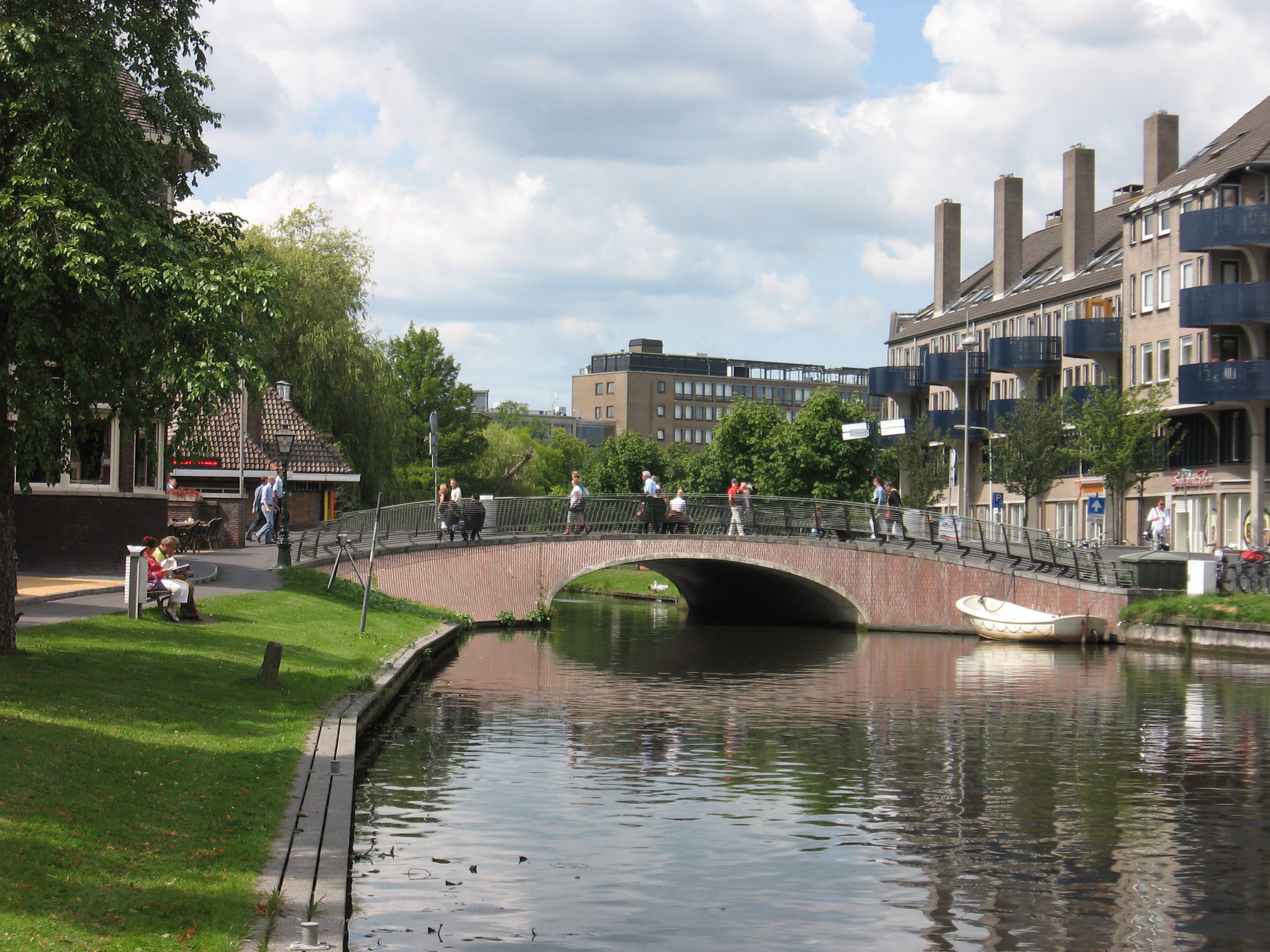
Rijnsburgerbrug
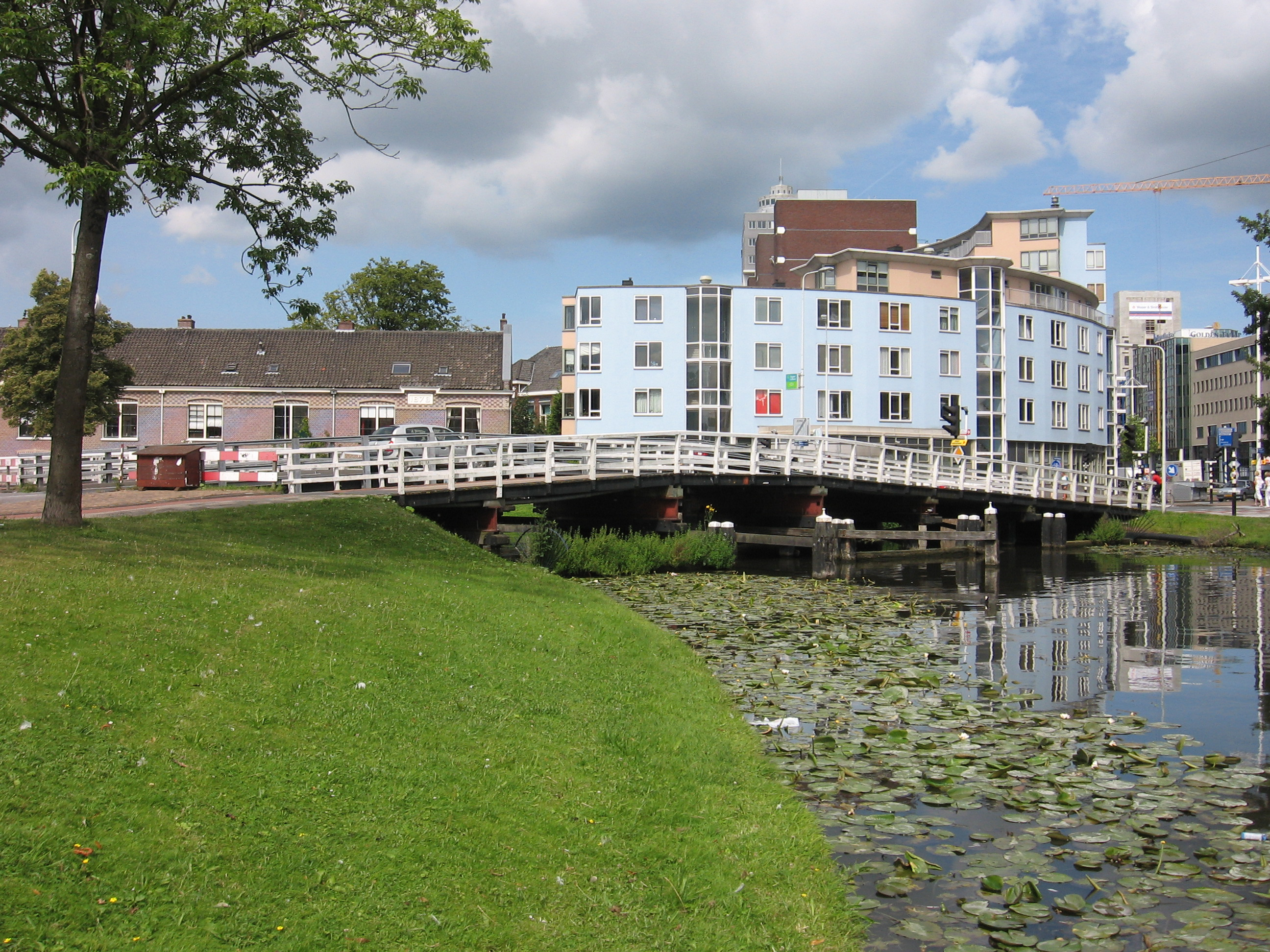
Valkbrug
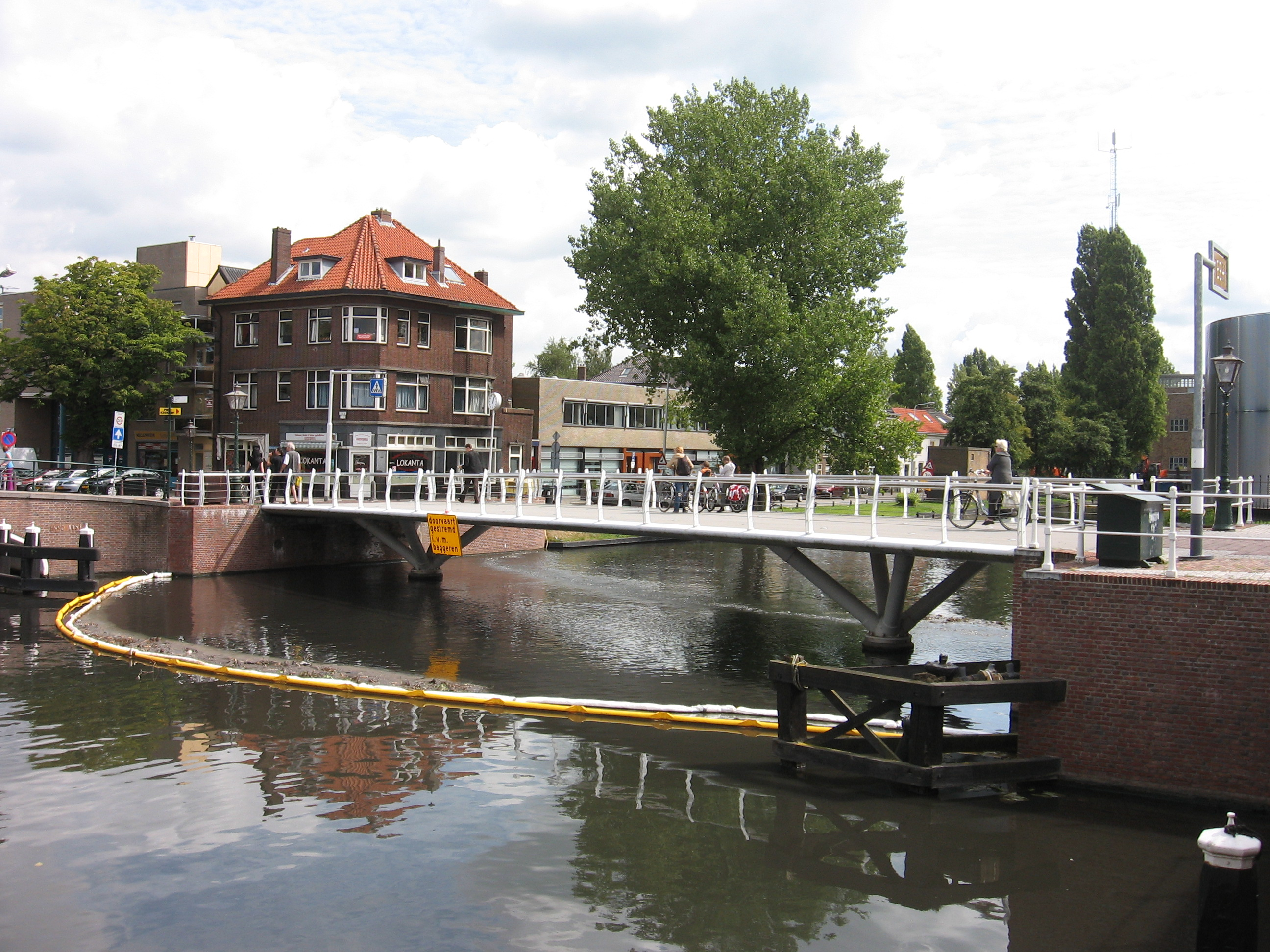
Warmonderbrug